# سیدآباد (خوشاب)

## جمعیت
این روستا در دهستان سلطان‌آباد قرار داشته و بر اساس سرشماری سال ۱۳۸۵ جمعیت آن ۱٬۴۶۳ نفر (۳۹۰ خانوار)
بوده‌است.